# So sind die Frauen
So sind die Frauen (Titel in Norddeutschland) bzw. Der Dorfmonarch (Titel in Süddeutschland) ist ein deutsches Filmlustspiel von und mit Joe Stöckel sowie Karin Hardt und Adrian Hoven in weiteren Hauptrollen.

## Handlung
Bürgermeister Alois Wimpflinger gilt in einem kleinen Bauernweiher am Rande der bayerischen Alpen als allgewaltige Respektsperson, als Dorfmonarch. Er ist zwar polterig und ein Brummbär, hat aber trotz rauer Schale doch eigentlich ein weiches Herz, das am rechten Fleck schlägt. Eines Tages droht das gesamte Ortsgefüge durcheinander zu geraten, denn eine schöne Fremde aus dem hohen Norden Deutschlands hält Einzug: Es ist die Pianistin Christine, die schlagartig der Männerwelt den Kopf verdreht. Die Kerls sind verzückt, deren Frauen rasend vor Eifersucht. Während die Männer Christine umgarnen – selbst der glücklich verheiratete Alois kann seine Augen von der „exotischen“ Fremden nicht lassen und lädt sie zum Wohnen in die Dachkammer seines Hofes ein – möchten die Dorfweiber Christine so schnell wie möglich wieder loswerden. Während sich Wimpflinger zum liebestollen Narren macht und Eheweib Wally vor Wut kocht, liegen die Chancen bei dessen Sohn, dem schönen Stefan, sehr viel besser. 
Doch auch der ist, bei Lichte betrachtet, nicht mehr ungebunden und mit einer Einheimischen, der Rosl Berghofer, verbandelt. Der scheuen Christine ist dies alles eher unangenehm, doch kommt bei ihr Freude auf, als sie ein im Heuboden verstecktes Klavier entdeckt, dem die Pianistin sofort wunderschöne Klänge entlockt. Andachtsvoll hört die Dorfbevölkerung zu, als Christine Schumann und Brahms aber auch moderne Weisen spielt. Nun hat die Künstlerin auch Wallys Herz berührt, und die Bürgermeistergattin behandelt die Fremde mit viel Güte. Als im Dorf plötzlich ihr früherer Konzertagent, Impresario Immermann, auftaucht, um ihr ein neues Engagement zu überbringen, reist Christine sofort wieder ab, vergisst aber dabei, bei Stefan eine Adresse zu hinterlassen. Wochen später hört Dorfmonarch Wimpflinger, dass Christine für ein Radiokonzert in der Nähe zurückgekehrt. Es bedarf nur eines kurzen Winks mit dem Zaunpfahl, und sofort eilt Stefan zum Sendehaus, um sich bei strömendem Regen seine Christine für immer zu sich zu holen.

## Produktionsnotizen
So sind die Frauen entstand zum Jahresende 1949 in München-Geiselgasteig (Studioaufnahmen) sowie in Grainau und Törwang in Oberbayern. Die Uraufführung erfolgte am 10. Februar 1950 in Wien, die deutsche Premiere war am 31. März desselben Jahres.
Franz Wagner übernahm die Produktionsleitung. Ludwig Reiber entwarf die Filmbauten. Emil Ferstl hatte die musikalische Leitung. Hermann Kugelstadt diente als Stöckels Regieassistent.

## Kritik
Im Lexikon des Internationalen Films heißt es: „Bauernschwank mit viel Klamauk.“